# Lilla Dammsjön, Västmanland
Lilla Dammsjön är en sjö i Norbergs kommun i Västmanland och ingår i Norrströms huvudavrinningsområde. Sjön ligger inom området för den stora skogsbranden i Västmanland 2014.